# PZL P.8
P.Z.L. P.8 là một mẫu máy bay tiêm kích của Ba Lan, do Zygmunt Puławski thiết kế, chế tạo bởi P.Z.L. (Państwowe Zakłady Lotnicze – Viện khoa học hàng không quốc gia) from 1930. từ năm 1930.

## Biến thể
P.8/I
P.8/II
P.9
P.10

## Tính năng kỹ chiến thuật (PZL P.8/II)
Dữ liệu lấy từ PolishAircraft 1893-1939
Đặc tính tổng quan
- Kíp lái: 1
- Chiều dài: 7,56 m (24 ft 10 in)
- Sải cánh: 10,5 m (34 ft 5 in)
- Chiều cao: 2,75 m (9 ft 0 in)
- Diện tích cánh: 18 m2 (190 foot vuông)
- Trọng lượng rỗng: 1.102 kg (2.429 lb)
- Trọng lượng có tải: 1.573 kg (3.468 lb)
- Động cơ: 1 × Lorraine 12Hfrs Pétrel Chasse kiểu động cơ piston V-12, làm mát bằng chất lỏng, 570 kW (760 hp)  (P.8/II & P.9)
- Động cơ: 1 × Hispano-Suiza 12Mc kiểu động cơ piston V-12, làm mát bằng chất lỏng, 480 kW (640 hp)  (P.8/I)
- Động cơ: 1 × Rolls-Royce Kestrel kiểu động cơ piston V-12, làm mát bằng chất lỏng, 430 kW (580 hp)  (P.10)
- Cánh quạt: 2-lá Ratier

Hiệu suất bay
- Vận tốc cực đại: 350 km/h (217 mph; 189 kn) trên mực nước biển
- Vận tốc có thể điều khiển nhỏ nhất: 105 km/h (65 mph; 57 kn)
- Tầm bay: 500 km (311 mi; 270 nmi)
- Trần bay: 9.100 m (29.856 ft) absolute
- Vận tốc lên cao: 11,1 m/s (2.190 ft/min)
- Thời gian lên độ cao: 5.000m trong 7 phút 30 giây
- Tải trên cánh: 87 kg/m2 (18 lb/foot vuông)
- Công suất/khối lượng: 0,5hp/kg

Vũ khí trang bị

- Súng: 2x 7,7mm súng máy